# Paul Alderson
Pour les articles homonymes, voir Alderson.
Peter Alderson est un évêque orthodoxe britannique, connu sous le nom religieux de Paul. Il est condamné en 2006 pour agressions sexuelles sur mineur.

## Biographie
Baptisé dans l'anglicanisme, Peter Alderson entre ensuite dans l'église orthodoxe.
Il prend le nom de « Paul » lorsqu'il est ordonné évêque de Trachéia en 1991, devenant dans le même temps recteur de la paroisse Saint-Nicolas à Nice.
Après un déplacement à Londres en 1999, il fait la rencontre d'un garçon de 11 ans, réputé difficile, et de sa grand-mère. Il multiplie les visites dans la famille. En décembre 1999, il invite l'enfant chez lui à Nice pendant quatre jours.  Après son retour l'adolescent londonien accuse Peter Alderson d'agressions sexuelles. L'évêque orthodoxe l'aurait masturbé pendant qu'ils regardaient ensemble une vidéo.
Après sa mise en examen, Peter Alderson démissionne et explique que cette affaire est liée à un complot russe. On veut le neutraliser pour que la Russie mette la main sur la cathédrale Saint-Nicolas de Nice qui dépend encore au début des années 2000 de Constantinople. Peter Alderson est jugé en 2005. Il explique ainsi cette accusation d'abus sexuel : « Je ne vois qu'une seule explication au fait qu'il ait cru que j'ai pu le masturber. Je suis atteint de la maladie de Parkinson, et lorsque ma main était posée sur lui, j'ai pu me mettre à trembler, ce qui m'arrive souvent, et il a pu avoir une mauvaise interprétation de ce tremblement ». Toutefois l'adolescent qui a fait une fugue est absent du procès.
En avril 2006, après avoir entendu pour la première fois le témoignage de la victime, la cour d’appel d’Aix-en-Provence le condamne à deux ans de prison et au versement de 6 000 euros d'indemnité.
Il se retire ensuite à Sainte-Geneviève-des-Bois.

## À voir